# 王岳 (南北朝)
王岳，字洪略，父親王翻，字飞雀，北魏時追封太尉，谥孝宣公。母親山氏，但至王岳時己中落。於元象二年，為母守喪去職。
北齊世宗亡，由北齊顯祖繼位，此時王岳官拜尚书左仆射，留镇京师。天保初年，进封清河郡王，寻除使持节、骠骑大将军、开府仪同三司、宗师、司州牧。五年，加太保銜。翌年十一月亡，終年44歲，下诏大鸿胪监护丧事，赠使持节、都督冀定沧瀛赵幽济七州诸军、太宰、太傅、定州刺史，假黄钺，给辒辌车，赗物二千段，谥曰昭武。